# Savignac-de-l'Isle
Savignac-de-l'Isle é uma comuna francesa na região administrativa da Nova Aquitânia, no departamento da Gironda. Estende-se por uma área de 4,45 km². Em 2010 a comuna tinha 509 habitantes (densidade: 114,4 hab./km²).